# Drew Z. Greenberg
Drew Z. Greenberg, conosciuto come Drew Greenberg (...), è uno sceneggiatore statunitense.
Deve la sua fama alla sua opera su serie TV come Buffy l'ammazzavampiri, Smallville, The O.C., Dexter e "Arrow".

## Filmografia parziale

### Sceneggiatore
- Buffy l'ammazzavampiri - Serie TV, 6 episodi (2001-2003)
- Firefly - Serie TV, 1 episodio (2002)
- Smallville - Serie TV, 3 episodi (2003-2004)
- The O.C. - Serie TV, 2 episodi (2005)
- Dexter - Serie TV, 2 episodi (2006)
- Arrow - Serie TV, 6 episodi (2013-2014)